# Umlaut dell'heavy metal
L'umlaut dell'heavy metal (detto anche röck döts, "puntini del rock") è l'utilizzo dell'umlaut sopra una delle lettere che compongono il nome di un gruppo heavy metal.
L'uso di umlaut ed altri segni diacritici, unito ad un set di caratteri gotico, ha la funzione di dare al logo del gruppo un aspetto teutonico. È un mezzo del marketing che richiama stereotipi di forza e durezza normalmente attribuiti a popoli come i vichinghi; lo scrittore Reebee Garofalo ne ha attribuito l'utilizzo ad un desiderio di evocare un "orrore gotico". In questi casi non ci si riferisce mai all'umlaut dell'heavy metal con il termine dieresi, e non ha la funzione di modificare la pronuncia del nome del gruppo.
Esistono parodie dell'umlaut dell'heavy metal in film e romanzi. Nel film This Is Spinal Tap (scritto con un umlaut sopra la "n" ed una "i" senza puntino), David St. Hubbins (Michael McKean) afferma, "Sono come due occhi. Tu guardi l'umlaut, e lui guarda te".
Nel 2002, la rivista Spin definì l'umlaut dell'heavy metal come il "segno diacritico della bestia", mentre il giornalista e scrittore Steve Almond coniò il termine "circuito dell'elastan e degli umlaut" per descrivere la scena internazionale delle tournée heavy metal.

## Umlaut e dieresi
Il termine tedesco Umlaut significa, più o meno, "suono cambiato", essendo composta dal prefisso um- (con significato di "oltre" o "intorno") e da Laut, che in questo caso significa "suono". Infatti, l'aggiunta di un umlaut normalmente cambia la pronuncia di una vocale; le lettere u ed ü rappresentano suoni distinti, così come o ed ö oppure a ed ä.
L'umlaut, o grafemi simili, è utilizzato in diverse lingue, come l'islandese, il tedesco, lo svedese, il finlandese, l'estone, l'ungherese ed il turco. I suoni rappresentati in queste lingue dalle lettere con umlaut sono normalmente vocali anteriori (vocali anteriori arrotondate nel caso della ü e della ö). In Italia si utilizza, con la stessa funzione, in alcune grafie di lingue locali di area gallo-italico. Questi suoni vengono normalmente percepiti come più "deboli" e "leggeri" rispetto alle stesse vocali senza umlaut, fallendo così il loro obiettivo di dare un'impressione di forza ed oscurità.
Il termine dieresi si riferisce ad un segno diacritico graficamente simile all'umlaut; deriva da una parola greca che significa "dividere" o "distinguere". Questo segno diacritico è usato in lingue come il latino, il greco, l'italiano, il francese, lo spagnolo, il catalano, l'olandese e il portoghese, con compiti diversi.

## Storia

L'umlaut sul primo album dei Motörhead

Il gruppo di rock progressivo Amon Düül II, che pubblicò il suo primo album nel 1969, deriva il suo nome da "Amon, un dio egizio del sole, e da Düül, un personaggio della letteratura turca", perciò questo utilizzo dell'umlaut non è gratuito. La terza parte di Starship Trooper, brano di rock progressivo epico degli Yes, si intitola Würm (in The Yes Album, pubblicato nel 1971). Anche in questo caso, comunque, non si può parlare di uso gratuito, in quanto probabilmente deriva dalla glaciazione Würm.
Il primo uso “gratuito” sembra essere stato quello dei Blue Öyster Cult nel 1970. Secondo il sito del gruppo fu aggiunto dal chitarrista e tastierista Allen Lanier, ma il critico musicale Richard Meltzer dichiara di essere stato lui a suggerirlo al loro produttore e manager Sandy Pearlman, subito dopo che Pearlman ideò il nome: «Dissi “E se mettessimo un umlaut sopra la O?”. Il metal aveva un aspetto wagneriano».
Sul retro della copertina del loro secondo album In Search of Space (1971), gli Hawkwind scrissero: "TECHNICIÄNS ÖF SPÅCE SHIP EÅRTH THIS IS YÖÜR CÄPTÅIN SPEÄKING YÖÜR ØÅPTÅIN IS DEA̋D". Come ulteriore variazione, il segno diacritico sopra l'ultima A è un "umlaut ungherese" o accento acuto doppio (due lineette dirette verso l'alto a destra molto simili a due virgolette; in ungherese però non si usano né le ˝ né il tradizionale umlaut tedesco sulla lettera A). Questo è successo prima che Lemmy Kilmister, che avrebbe poi fatto parte dei Motörhead, diventasse un membro del gruppo.
Poi seguirono i Motörhead ed i Mötley Crüe. L'umlaut in Motörhead fu un contributo del designer che progettò la copertina del primo album del gruppo. Per dirla con Lemmy, cantante dei Motörhead: "Lo aggiunsi solo per farlo sembrare cattivo". È interessante notare come in tedesco la pronuncia standard di Motör sia simile alla pronuncia standard dell'inglese "mother". L'equivalente francese, moteur, si pronuncia esattamente così.
Per quanto riguarda i Crüe (secondo quanto affermato da Vince Neil), l'ispirazione arrivò da una bottiglia di Löwenbräu. A un concerto dei Mötley Crüe in Germania l'intero pubblico cominciò ad intonare "Mertley Crew-e", una pronuncia usata spesso anche in Ungheria. A questo proposito, Nikki Sixx, bassista e leader del gruppo affermò: 
(Nikki Sixx)
I Queensrÿche andarono oltre, mettendo un umlaut sopra la Y del loro nome. Il simbolo ÿ viene utilizzato nella scrittura manuale dell'olandese al posto di IJ, e, molto raramente, in francese, come nel nome del compositore franco-belga Eugène Ysaÿe, della località di L'Haÿ-les-Roses, ecc. Il frontman dei Queensrÿche Geoff Tate ha dichiarato: "L'umlaut sopra la 'y' ci ha perseguitato per anni. Ci abbiamo messo undici anni a spiegare come pronunciarlo".
Il gruppo parodico Spın̈al Tap fece scalpore nel 1984 per aver usato l'umlaut sulla lettera N, una consonante. Questa è una costruzione trovata soltanto nella lingua jacaltec del Guatemala ed in alcune ortografie della lingua malgascia, anche se non si sa se gli autori di This Is Spın̈al Tap ne fossero a conoscenza.

## L'uso gratuito dell'umlaut in altri contesti
Nel film Blazing Saddles (1974) Madeline Kahn interpreta il personaggio di "Lili von Shtupp"; la locandina fuori dal teatro la presenta come "Lili von Shtüpp". I personaggi del film pronunciano il nome senza alcun cambiamento vocalico.
A metà degli anni '80, il disegnatore Berkeley Breathed fece una parodia dell'umlaut dell'heavy metal nella striscia a fumetti Bloom County, inventando il gruppo di fantasia Deathtöngue, guidato dal cantante pazzoide "Wild" Bill Catt e tristemente noto per le canzoni Let's Run Over Lionel Richie With a Tank, Clearasil Messiah («messia del Topexan») e U Stink But I Love U («puzzi ma ti amo»). Alla fine Breathed fece cambiare il loro nome in Billy and the Boingers in seguito ad alcune udienze al Congresso americano sul "porn rock" promosse da un'associazione per la tutela dei minori.
Nel 1988, Jim Henson e la General Foods produssero un cereale da colazione chiamato Cröonchy Stars, ispirato ad uno dei personaggi dei Muppet, il cuoco svedese. Oltre all'uso gratuito dell'umlaut in Cröonchy, gran parte del materiale promozionale usava la grafia Swed̈ish Chef. Come per gli Spin̈al Tap, questo rappresenta uno dei rari casi di utilizzo dell'umlaut sopra una consonante.
Nel romanzo Zodiac, pubblicato nel 1988 da Neal Stephenson, lo scrittore crea un gruppo di fantasia chiamato Pöyzen Böyzen, che uno dei personaggi descrive come "non male per un gruppo con due umlaut".
Nel 1997, il giornale parodico The Onion pubblicò un articolo intitolato Ünited Stätes Toughens Image With Umlauts («gli Stäti Üniti rinvigoriscono la loro immagine con le umlaut»), che riguardava un tentativo del Congresso americano di aggiungere degli umlaut al nome della nazione per farla sembrare "cazzuta e spaventosa in un modo simil-heavy-metal".
Il libro Fargo Rock City, pubblicato nel 2001 dal critico musicale Chuck Klosterman, è stato sottotitolato A Heavy Metal Odyssey in Rural Nörth Daköta («un'odissea heavy metal nel Nörd Daköta rurale»).
Il fumettista Scott Kurtz disegnò, per la sua rivista on-line PvP, una serie di strisce che aveva come protagonista un gruppo immaginario chiamato Djörk. Oltre a fare una certa ironia sull'umlaut dell'heavy metal, questo nome si riferisce anche alla cantautrice islandese Björk Guðmundsdóttir, il cui umlaut, però, non è usato in maniera gratuita.

## Altri casi di segni diacritici nei nomi di gruppi ed album

### Umlaut
- Frank Zappa ha usato l'umlaut nel titolo dell'album Läther (il suono rappresentato dalla 'ä' equivale a quello di 'ea' in "Leather" (cuoio), e sulla copertina dell'album appare una mucca).
- Il gruppo rock Green Jellÿ ha mantenuto l'umlaut dopo aver cambiato il suo nome, che era "Green Jellö".
- Il gruppo scozzese Holocaust, appartenente alla New Wave of British Heavy Metal appare come Hölöcäust sulla copertina del loro primo EP, "Heavy Metal Mania".
- Il gruppo canadese di thrash metal Infernäl Mäjesty.
- Il gruppo australiano di thrash/black metal Deströyer 666.
- Il gruppo francese di black metal Mütiilation. Tecnicamente si tratta di un umlaut superfluo, poiché questa "u" verrebbe comunque pronunciata come la "ü" tedesca.
- Il gruppo grindcore Assück, del Florida.
- Il gruppo ceco di death metal Hypnös, noti anche come Hypnos.
- Il gruppo danese di heavy metal Handlebar Möustache.
- Il gruppo di avant metal di Melbourne Cünt Brigade.
- Il gruppo di hardcore/ska punk Leftöver Crack.
- Il Dürty Nelly's Pub, un rock bar a Charlottesville (Virginia).
- Il gruppo di Peoria (Illinois) Mudvayne ha elencato i propri membri come Chüd, Güüg, R-üD e Spüg in una pubblicazione.
- Il gruppo di hardcore punk Stāte of Feär, di Minneapolis.
- Il gruppo Folk metal spagnolo Mägo de Oz.
- Il termine "nü-metal", usato talvolta per indicare il nu metal con l'aggiunta di umlaut.
- Il gruppo heavy metal gay Pink Stëël ha due umlaut gratuiti consecutivi, il primo caso nel nome di un gruppo.
- Anche il gruppo di library/scifi metal Blöödhag ha due umlaut gratuiti consecutivi.
- Il gruppo di Spaz-core BLOÜD WÜLF, di Seattle.
- Il progetto di punk parodico di Devin Townsend Punky Brüster.
- Il gruppo canadese thrash metal Voïvod ha intitolato il suo secondo album RRRÖÖÖAAARRR (1986). Il titolo di questo album presenta tre umlaut gratuiti consecutivi. Il nome del gruppo ha un umlaut sopra la "I", ma in questo caso potrebbe trattarsi di una dieresi.
- Il gruppo finlandese di hardcore punk Ümlaut (uso quasi autoreferenziale).
- Il gruppo di art/death metal Ümlaut ha fatto ironia sull'umlaut producendo un cofanetto di CD e DVD (Ümlaut: ültimate über death metal).[5]
- Gli Zee, un gruppo che durò pochi anni, formato da Richard Wright (tastierista dei Pink Floyd) e da Dave Harris, fecero un uso eccessivo degli umlaut sul loro unico album Identity (1984), che includeva titoli come "Cönfüsiön" e "Höw Dö Yöü Dö It".
- Il gruppo nato su Usenet Interröbang Cartel, che contiene, oltre all'umlaut dell'heavy metal, un altro riferimento tipografico esotico, l'interrobang.
- Il duo di musica elettronica spagnolo Culture Kultür.
- L'album "Paradÿsso", registrato dal gruppo rock spagnolo Sôber, che ha aggiunto un accento circonflesso gratuito dopo aver cambiato il suo nome da Sober Stoned.
- Chuck Dukowski dei Black Flag è un ex-componente degli Würm.
- Il gruppo heavy metal parodico Insidiöus Törment danno nuova vita all'umlaut mettendolo su vocali difficili da pronunciare.
- Il gruppo sperimentale Grotus scrive il proprio nome con un umlaut sopra ogni consonante, lasciando le vocali invariate.
- La casa discografica di musica dance Nocturnal Groove ha un umlaut sopra la "N".
- Il gruppo ungherese black n' roll Korog ha un umlaut gratuito sopra la "R" del suo nome, che letteralmente significa borbottare ed è un verbo utilizzato solo per indicare il gorgoglio che fa lo stomaco quando si ha fame.
- Il gruppo metal italiano Labyrinth si è chiamato Labÿrinth fino al 2003.
- I pionieri del punk di Minneapolis degli anni ottanta Hüsker Dü, che hanno preso il loro nome da un gioco da tavolo danese (che però non aveva umlaut).
- Il gruppo folk inglese Stömp ha un umlaut sulla "O". Dal sito del gruppo[6] si apprende che serve per non fare confusione con il gruppo di danza Stomp.[7]
- Il gruppo pop spagnolo Nosoträsh.
- Ümlaüt Design, gruppo di designer della Demoscene, ha due umlaut gratuiti autoreferenziali.
- Il gruppo di "splatter rock" di Seattle The Accüsed.
- Il gruppo genovese di blackthrash Barbekütioner ha una umlaut sulla u; il fatto che sia gratuita/autoreferenziale è contestato visto che il lemma è una crasi di "Barbecue" ed "Executioner", e che, senza la umlaut, andrebbe scritto in maniera più complicata e meno efficace ("Barbekuetioner").

### Altre ricorrenze
- Il gruppo punk tedesco Die Ärzte ha usato tre puntini (trieresi?) sopra la "A" di Ärzte per differenziarlo dal normale spelling con la "Ä", forse per simboleggiare i tre membri del gruppo. È possibile visualizzarlo in Unicode: Die A⃛rzte.
- Un umlaut con tre puntini è stato usato anche da King Creosote sopra la "I" (Ki⃛ng Cresote).
- Il gruppo thrash metal statunitense Lååz Rockit ha fatto uso gratuito della lettera "å" nel suo logo, ma ha usato l'umlaut in alcune dichiarazioni scritte.
- Il gruppo francese Magma ha utilizzato una lingua di fantasia, il Kobaïan, per i testi. L'umlaut appare in diversi titoli di album, come in Mekanïk Destruktïw Kommandöh e Köhntarkösz. Però questi umlaut influiscono sulla pronuncia, e pertanto non possono essere considerati gratuiti. Vengono anche utilizzati un segno diacritico composto da tre puntini sopra alcune lettere nei titoli delle canzoni ed una lettera originale che sembra essere l'unione di "ie", che non appare mai senza umlaut.
- Anche il gruppo indie rock inglese Maxïmo Park usa una "I" con due puntini nel suo nome.
- Il gruppo sperimentale/occulto di dark folk Death in June ha fatto ricorso ad umlaut ed "E" accentate nelle pubblicazioni originali dei loro album The Wörld Thät Sümmer (1985) e Thé Wäll Öf Säcrificé (1989), e su altre pubblicazioni anche nel nome del gruppo, che è diventato Deäth in Jüne o Déäth in Jüné.
- Il gruppo rock canadese ÄlExBénnétt, con l'umlaut sulla "A" e le "E" accentate.
- Il programmatore in Perl Brian Ingerson ha legalmente cambiato il suo nome in Ingy döt Net, che corrisponde al suo sito internet.
- Il gruppo parodico danese Insidiöus Törment ha due umlaut nel nome, ma la loro gratuità è discutibile. Il primo funziona come l'umlaut di Motörhead, che può indicare che (in entrambi i casi) va pronunciato come uno scevà (Ə), mentre il secondo influisce sulla pronuncia di "torment".

### Umlaut non gratuiti
- Il gruppo punk/alternativo americano Hüsker Dü deve il suo nome ad un omonimo gioco da tavolo, che presentava, originalmente, delle lineette sulle "U", che poi furono sostituite con degli umlaut. Senza umlaut, "husker du" è una frase di senso compiuto in danese e norvegese, che significa "ti ricordi?".
- Il gruppo heavy metal Trojan ha usato l'umlaut nel suo nome sull'album Chasing the Storm (1985). Per gli svedesi le magliette della corrispondente t-shirt sono particolarmente divertenti, poiché "Tröjan" in svedese significa "maglietta".
- Il gruppo "futurock" Grüvis Malt, di Rhode Island, ha un umlaut nel nome, ma potrebbe non essere gratuito, poiché ne chiarisce la pronuncia.
- Il nome del duo norvegese Röyksopp è scritto con una ö di influsso svedese, piuttosto che la normale ø norvegese; comunque, l'umlaut non è gratuito, in quanto 'røyksopp' in norvegese è sostantivo.
- Due degli otto diversi modi per scrivere il nome del gruppo discordiano Die Epheser (tra i quali "Die! F.S.R.", "ÄphÄsr" ed "E-Phaser") presentano umlaut errati.
- Il gruppo sperimentale di musica elettronica belga Köhn, nato dal gruppo post-rock De portables, fa un uso quantomeno eccessivo di umlaut nei titoli delle sue canzoni. Si tratta sempre di giochi di parole inventati in fiammingo occidentale. Lo scopo è quello di scimmiottare la serietà e l'intellettualismo tipico della musica elettronica "difficile": per esempio, Möhik Bin pronunciato nel dialetto fiammingo occidentale significa "posso entrare".